# Онондага (Нью-Йорк)
Онондага (англ. Onondaga) — місто (англ. town) в США, в окрузі Онондага штату Нью-Йорк. Населення — 22 937 осіб (2020).

## Демографія
Згідно з переписом 2010 року, у місті мешкала 23 101 особа в 8498 домогосподарствах у складі 5856 родин. Було 8870 помешкань
Расовий склад населення:
| - 90,4 % — білих - 3,8 % — чорних або афроамериканців - 2,2 % — азіатів - 1,5 % — корінних американців |

До двох чи більше рас належало 1,6 %. Частка іспаномовних становила 2,2 % від усіх жителів.
За віковим діапазоном населення розподілялося таким чином: 23,2 % — особи молодші 18 років, 61,0 % — особи у віці 18—64 років, 15,8 % — особи у віці 65 років та старші. Медіана віку мешканця становила 42,2 року. На 100 осіб жіночої статі у місті припадало 92,8 чоловіків;  на 100 жінок у віці від 18 років та старших — 89,9 чоловіків також старших 18 років.
Середній дохід на одне домашнє господарство  становив 98 934 долари США (медіана — 80 495), а середній дохід на одну сім'ю — 115 270 доларів (медіана — 99 619). Медіана доходів становила 65 884 долари для чоловіків та 52 675 доларів для жінок. За межею бідності перебувало 5,6 % осіб, у тому числі 7,6 % дітей у віці до 18 років та 5,8 % осіб у віці 65 років та старших.
Цивільне працевлаштоване населення становило 11 663 особи. Основні галузі зайнятості: освіта, охорона здоров'я та соціальна допомога — 30,3 %, науковці, спеціалісти, менеджери — 12,1 %, роздрібна торгівля — 11,1 %.